# Toni Varela
Antonio Santos Varela Monteiro (* 13. Juni 1986 in Santa Catarina) ist ein vereinsloser kap-verdischer Fußballspieler.

## Karriere

### Verein
Varela begann seine Karriere in den Niederlanden bei RKC Waalwijk. Sein Debüt für die Profis gab er im August 2007 in der Jupiler League. Mit Waalwijk konnte er 2009 in die Eredivisie aufsteigen. Nach nur einer Saison musste Waalwijk wieder in die zweite Liga absteigen. Nachdem er mit Waalwijk 2011 den direkten Wiederaufstieg geschafft hatte, wechselte er zum Zweitligisten Sparta Rotterdam. Im Sommer 2013 verließ er Sparta. Nach mehreren Monaten Vereinslosigkeit schloss er sich im November 2013 dem FC Dordrecht an. Bereits nach zwei Monaten verließ er diesen jedoch wieder und wechselte zum griechischen Erstligisten Levadiakos. Im Sommer 2014 kehrte er in die Niederlande zurück, wo er sich dem Erstligisten Excelsior Rotterdam anschloss. Im Sommer 2015 wechselte er nach Kuwait zu al-Dschahra. Im Februar 2016 kehrte er zum FC Dordrecht zurück.
Zur Saison 2016/17 wechselte er zum österreichischen Zweitligisten SV Horn, bei dem er einen bis Juni 2018 gültigen Vertrag erhielt. Doch schon ein Jahr später wurde sein Vertrag wieder aufgelöst und Varela war knapp 11 Monate ohne Verein. Im Juni 2018 wechselte er bis zum Jahresende zu Erstligist Chabab Rif Al Hoceima nach Marokko. Seit dem 1. Januar 2019 ist er vereinslos.

### Nationalmannschaft
Varela wurde 2010 erstmals ins kapverdische Nationalteam und gab sein Länderspieldebüt am 25. Mai in einem Testspiel gegen Portugal (0:0). Bis 2016 absolvierte Varela 31 Begegnungen, in denen er einen Treffer erzielen konnte.